# Colonia Rancho Alegre
Colonia Rancho Alegre är en ort i Mexiko.   Den ligger i kommunen Cuernavaca och delstaten Morelos, i den sydöstra delen av landet, 50 km söder om huvudstaden Mexico City. Colonia Rancho Alegre ligger 1 702 meter över havet och antalet invånare är 337.
Terrängen runt Colonia Rancho Alegre är kuperad åt sydväst, men åt nordost är den bergig. Terrängen runt Colonia Rancho Alegre sluttar söderut. Runt Colonia Rancho Alegre är det mycket tätbefolkat, med 1 463 invånare per kvadratkilometer. Närmaste större samhälle är Cuernavaca, 7,4 km sydväst om Colonia Rancho Alegre. I omgivningarna runt Colonia Rancho Alegre växer huvudsakligen savannskog.